# Crocallis tusciaria
Crocallis tusciaria is een vlinder uit de familie spanners (Geometridae). De wetenschappelijke naam is voor het eerst geldig gepubliceerd in 1793 door Borkhausen.
De soort komt voor in Europa.